# Gertrude Astor
Gertrude Astor (Lakewood, 9 november 1887  – Los Angeles, 9 november 1977) was een Amerikaans filmactrice. Tussen 1915 en 1966 speelde zij in meer dan 250 films.

## Gedeeltelijke filmografie
- The Gray Ghost (1917)
- The Rescue (1917)
- Cheyenne's Pal (1917)
- Bucking Broadway (1917)
- The Lion's Claws (1918)
- The Brazen Beauty (1918)
- The Wicked Darling (1919)
- The Lion Man (1919)
- The Concert (1921)
- Through the Back Door (1921)
- Beyond the Rocks (1922)
- The Impossible Mrs. Bellew (1922)
- The Ne'er-Do-Well (1923)
- Hollywood (1923) – cameo
- The Wanters (1923)
- The Silent Watcher (1924)
- Kentucky Pride (1925)
- The Old Soak (1925)
- Stage Struck (1925)
- The Charmer (1925)
- Kiki (1926)
- The Strong Man (1926)
- The Cat and the Canary (1927)
- The Irresistible Lover (1927)
- Hit of the Show (1928)
- The Butter and Egg Man (1928)
- The Cohens and the Kellys in Paris (1928)
- Rose-Marie (1928)
- The Fatal Warning (1929)
- Frozen Justice (1929)
- Two Weeks Off (1929)
- Be Yourself (1930)
- Come Clean (1931)
- Hell Bound (1931)
- Washee Ironee (1934)
- Empty Saddles (1936)
- Tassels in the Air (1938)
- Girls of the Big House (1945)
- Havana Rose (1951)
- Jet Job (1952)
- The Man Who Shot Liberty Valance (1962)

- Bibliothèque nationale de France: cb17813221z (data)
- Gemeinsame Normdatei: 1307937977
- International Standard Name Identifier: 0000 0000 6369 8857
- Library of Congress Control Number: n88226423
- Nationale Bibliotheek van Israël: 987007371909705171
- SNAC: w6nb1c1j
- Système universitaire de documentation: 120791242
- Trove: 1019941
- Virtual International Authority File: 1573451
- WorldCat: E39PBJt8kTPWkDJj3xD7bMWFKd